# Come to Me
"Come to Me" é uma canção do rapper americano Diddy, para seu quarto álbum de estúdio Press Play (2006). Possui participação da cantora norte-americana Nicole Scherzinger. A música foi escrita por Sean Combs, Mike Winans, Scherzinger, Jacoby White, Shay Winans, Shannon "Slam" Lawrence, Roger Greene Jr., Richard Frierson e Yakubu Izuagbe com produção de Jai e Younglord.

## História
"Come to Me" apresenta uma amostra sem créditos da música "Hyphy" de Keak da Sneak. O telefone retratado com destaque no início do vídeo é um Nokia 8800 (que não estava disponível no momento da filmagem do clipe).
O remix reggae de "Come to Me" vazou para as estações de rádio por uma estação de rádio de Nova York em setembro de 2006. O remix apresenta Elephant Man. Outro remix desta canção apresenta Notorious B.I.G. Um remix oficial foi lançado com participação de Nicole Scherzinger, Yung Joc, T.I. & Young Dro.
Diddy cantou "Come To Me" com Cassie no MTV Europe Music Awards 2006, bem como no programa programa da NBC para o jogo de abertura da temporada da NFL de 2006 entre o Miami Dolphins e o Pittsburgh Steelers no Heinz Field em Pittsburgh, Pensilvânia. Ele também performou a música várias vezes com Danity Kane. Além disso, ele cantou três vezes com Nicole Scherzinger.

## Recepção critica
Kate Maidens do Gigwise não ficou impressionada com a música chamando-a de "faixa medíocre de segunda mão". Embora ela tenha elogiado Scherzinger por adicionar "alguns vocais de última geração". Miriam Zendle da Digital Spy premiou a música 3 ou 5 estrelas notando que "embora esta faixa não seja uma das melhores que ouvimos dele, ainda está claro que [Diddy] se empenhou na produção".

## Desempenho comercial
"Come to Me" estreou no Billboard Hot 100 dos Estados Unidos no número noventa e três e atingiu o número nove em sua oitava semana na parada. Ele estreou na Billboard Hot 100 dos Estados Unidos no número noventa e três em seus downloads digitais moderados desde o seu lançamento. Em sua segunda semana, "Come to Me" ganhou vendas físicas e downloads digitais, mas moderou a posição no número vinte e cinco, com um dos maiores saltos na Hot 100. Tendo altas vendas individuais nos EUA, "Come to Me" atingindo o número nove na Billboard Singles Sales. "Come to Me" também ganhou altos downloads digitais, tornando-se um pico no número quinze na Hot Digital Songs da Billboard.

## Videoclipe
O vídeo para a canção estreou no Access Granted do BET concedido em 8 de agosto de 2006. Ele também alcançou a posição número treze no Hot R&B/Hip-Hop Songs. A música fez um gráfico no 106 & Park da BET, onde alcançou o número quatro, e alcançou o número um no Sucker Free da MTV. A partir de 7 de setembro de 2006, "Come to Me" estava entre os dez melhores da iTunes Music Store dos Estados Unidos.
O vídeo começa em uma cidade onde uma van preta estaciona em um beco desconhecido. Então, o relógio mostra a hora das 4:30 e Diddy é visto com a namorada na cama e se vira para encarar Cassie Ventura olhando para a cama. Então, Cassie ouviu seu celular tocar e uma figura desconhecida (revelada ser Scherzinger) começou a contar a ela sobre Diddy. Quando a música começa, Diddy acorda e Cassie passa o telefone para ele. Enquanto isso, Scherzinger está esperando dentro de um clube onde Diddy aparece e faz a coreografia enquanto faz contato visual com ela. Durante o refrão, Diddy e Scherzinger subiram para uma dança na batalha. Depois de seguir Diddy no flash de luz, Scherzinger acaba em um labirinto com Diddy. Então, eles se vêem e o labirinto se desfaz e o colapso começa quando Diddy e Scherzinger dançam em um quarto iluminado. No final do vídeo, Scherzinger se afasta e também Diddy para ela e os dois se encaram com Diddy dizendo "aperte play". O vídeo termina com Diddy e Scherzinger olhando um para o outro quando um símbolo da peça de imprensa aparece no meio.

## Faixas
Track CD Single
1. "Come To Me" (Versão de Rádio) (com a participação de Nicole Scherzinger) - 4:01
2. "Come To Me" (Clean) (com a participação de Nicole Scherzinger) - 4:34
3. "Come To Me" (Dirty) (com a participação de Nicole Scherzinger) - 4:34
4. "Come To Me" (Versão Instrumental) - 4:33
5. "Come To Me" (Call Out Hook) - 0:14

## Créditos e equipe
Créditos adaptados das notas de encarte do Press Play.
Gravação
- Mixagem no Sony Studios (Nova York)
- Gravado no Compound Studio (Signal Hill, Califórnia); Daddys House Recording Studios, (New York City); Chalice Studio B, (Los Angeles, Califórnia)

Equipe
- Victor Abijaoudi – gravação
- JD Andrew – gravação
- Devon "Play" Barber – gravação
- Cornell "Nell" Brown – assistente de gravação
- Sean "Diddy" Combs – compositor, produtor, vocal principal
- Iyanna Dean – vocais de fundo
- Richard "Younglord" Frierson – compositor, produtor
- Roger Greene Jr. – compositor
- Yakubu Izuagbe – compositor
- Shannon "Slam" Lawrence – compositor
- Rob Lewis – produtor de vocal
- Nicole Scherzinger – compositora, vocal principal
- Pat Viala – mixagem
- Jacoby White – compositor
- Mario Winans – additional music
- Mike Winans – compositor, produtor de vocal
- Shay Winans – compositor, produtor de vocal
- D. Woods – introdução vocal

## Desempenho nas tabelas musicais
| Chart (2006)                                   | Maior posição |
| ---------------------------------------------- | ------------- |
| O campo songid é OBRIGATÓRIO PARA PARADA ALEMÃ | 6             |
| Austrália (ARIA)                               | 11            |
| Áustria (Ö3 Austria Top 75)                    | 8             |
| Bélgica (Ultratop 50 de Flandres)              | 25            |
| Bélgica (Ultratop 50 da Valônia)               | 9             |
| Dinamarca (Hitlisten)                          | 3             |
| Estados Unidos (Billboard Hot 100)             | 9             |
| Estados Unidos (Billboard R&B/Hip-Hop Songs)   | 13            |
| Estados Unidos (Billboard Mainstream Top 40)   | 21            |
| Estados Unidos (Billboard Hot Rap Songs)       | 3             |
| Europa (Billboard European Hot 100 Singles)    | 4             |
| Finlândia (Suomen virallinen lista)            | 7             |
| França (SNEP)                                  | 15            |
| Irlanda (IRMA)                                 | 5             |
| Itália (FIMI)                                  | 17            |
| Nova Zelândia (Recorded Music NZ)              | 25            |
| Países Baixos (Single Top 100)                 | 45            |
| Reino Unido (UK Singles Chart)                 | 4             |
| Reino Unido (OCC UK R&B)                       | 1             |
| Suécia (Sverigetopplistan)                     | 44            |
| Suíça (Schweizer Hitparade)                    | 3             |

| Chart (2006)                          | Posição |
| ------------------------------------- | ------- |
| Austrália (ARIA)                      | 92      |
| Austrália (ARIA Urban)                | 35      |
| Bélgica (Ultratop 50 Wallonia)        | 70      |
| EUA (Billboard R&B/Hip-Hop Songs)     | 75      |
| Reino Unido (Official Charts Company) | 76      |
| Suíça (Schweizer Hitparade)           | 57      |

## Vendas e certificações
| Região                                         | Certificação | Vendas   |
| ---------------------------------------------- | ------------ | -------- |
| Alemanha (BVMI)                                | Ouro         | 150,000^ |
| ^distribuições baseadas apenas na certificação |              |          |